# Jaelin Kauf
Jaelin Kauf, née le 26 septembre 1996, est une skieuse acrobatique américaine. En 2017, elle remporte la médaille de bronze en bosses en Parallèle lors des championnats du monde.

## Biographie
Elle fait partie de l'équipe olympique américaine pour les jeux olympiques d'hiver de 2018. Elle termine en 7e position lors de l'épreuve des bosses.
Aux Jeux olympiques d'hiver de 2022, elle monte sur la deuxième marche du podium des bosses femmes derrière Jakara Anthony.

## Palmarès

### Jeux olympiques
- : Médaille d'argent en bosses aux JO 2022 à  Pékin

### Championnats du monde
- Championnats du monde 2023 à Bakouriani (Géorgie) :
  -  Médaille d'argent en bosses simples.
  -  Médaille d'argent en bosses parallèles.
- Championnats du monde 2025 à Engadine (Suisse) :
  -  Médaille d'or en bosses parallèles.

### Coupe du monde
- 1 gros globe de cristal :
  - Vainqueur du classement général bosses en 2025.
- 2 petits globe de cristal :
  - Vainqueur du classement bosses en individuel en 2025.
  - Vainqueur du classement bosses en parallèle en 2025.
- 49 podiums dont 16 victoires.

#### Détails des victoires
| Saison    | Bosses                      | Bosses Parallèles                                    | Total |
| 2016-2017 |                             | Tazawako                                             | 1     |
| 2017-2018 | Thaiwoo Deer Valley         | Megève                                               | 3     |
| 2018-2019 | Thaiwoo                     | Thaiwoo                                              | 2     |
| 2019-2020 |                             | Shymbulak                                            | 1     |
| 2023-2024 |                             | Idre Fjäll                                           | 1     |
| 2024-2025 | Deer Valley Beidahu Livigno | Bakouriani Val Saint-Côme Deer Valley Beidahu Almaty | 8     |
| Total     | 6                           | 10                                                   | 16    |